# Plimbare în ploaia de primăvară
Plimbare în ploaia de primăvară  (titlul original: în engleză Walk in the Spring Rain) este un film dramatic american, realizat în 1970 de regizorul Guy Green, după un roman de Rachel Maddux, protagoniști fiind actorii Anthony Quinn, Ingrid Bergman, Fritz Weaver, Tom Holland. 
Locul de desfășurare al acțiunii este Parcul național Great Smoky Mountains.

## Conținut
Libby Meredith și soțul ei Roger, profesor de drept, se mută din New York într-o casă mică din Tennessee. Vecinul lor, Will Cade, este foarte ajutător și prietenos cu ei, în special cu Libby. În timp ce soțul ei este ocupat să scrie o carte, lui Libby începe să-i placă viața de la țară și se simte atrasă de sensibilitățile rurale ale lui Will, culminând cu o scurtă aventură, Will fiind căsătorit și el...

## Distribuție
- Anthony Quinn – Will Cade
- Ingrid Bergman – Libby Meredith
- Fritz Weaver – Roger Meredith
- Katharine Crawford – Ellen Meredith
- Tom Holland – băiatul (ca Tom Fielding)
- Virginia Gregg – Ann Cade
- Mitchell Silberman – Bucky
- Janet Nelson Chadwick – cântăreața la festival (segmentul "Oh Shenandoah")